# Casais (Tomar)
Casais ist ein Ort und eine ehemalige Gemeinde (Freguesia) im portugiesischen Kreis Tomar. Die Gemeinde hatte 2340 Einwohner (Stand 30. Juni 2011).
Am 29. September 2013 wurden die Gemeinden Casais und Alviobeira zur neuen Gemeinde União das Freguesias de Casais e Alviobeira zusammengeschlossen. Casais ist Sitz dieser neu gebildeten Gemeinde.